# El Doncello
El Doncello è un comune della Colombia facente parte del dipartimento di Caquetá.
Il centro abitato venne fondato da un gruppo di coloni nel 1951, mentre l'istituzione del comune è del 7 settembre 1967.